# AT-Format
Das AT-Format (AT für englisch advanced technology, übersetzt etwa „fortgeschrittene Technologie“) ist ein Formfaktor für Gehäuse und Hauptplatinen von IBM-PC-kompatiblen PCs, der mit dem IBM Personal Computer/AT eingeführt wurde. Er ist der Nachfolger des XT-Formats des IBM PC XT (XT für extended technology). Beide Formate wurden mit den entsprechenden PCs von IBM entwickelt und von vielen mit dem IBM PC und PC/AT kompatiblen Rechnern anderer Hersteller übernommen.
Der Nachfolger ist das von Intel entwickelte ATX-Format.
Unter Formfaktor versteht man einen Standard der Größe der Hauptplatine, Lochabstände bis hin zu Standards der Stromversorgung. Auch die Lage der Bauteile wird dadurch bestimmt.
Es gibt das normale AT-Format, und das etwas später entstandene Baby AT-Format (BAT). BAT ist von der Form her kompakter, passt aber in die gleichen Gehäuse.
| Abmessungen           | Größe in mm        | Größe in Zoll     |
| --------------------- | ------------------ | ----------------- |
| Baby-AT-Hauptplatine  | 305 × 279…330      | 12, × 11…13       |
| Baby-AT-Hauptplatine  | 216 × 204…330      | 8,5 × 08…13       |
| 08-Bit-ISA-Steckkarte | 107 × 333,5 × 12,7 | 4,2 × 13,13 × 0,5 |
| 16-Bit-ISA-Steckkarte | 122 × 333,5 × 12,7 | 4,8 × 13,13 × 0,5 |
| EISA-Steckkarte       | 127 × 333,5 × 12,7 | 5,0 × 13,13 × 0,5 |

Bekannt wurden die Computer der AT-Klasse durch den 80286-Prozessor (bzw. seine Nachfolger 80386, 80486, Pentium, …) und durch 16-Bit-ISA-Steckplätze für Erweiterungskarten. Der 16-Bit-ISA-Bus wird daher auch oft AT-Bus genannt, der 8-Bit-ISA-Bus wurde XT-Bus genannt.
Hauptplatinen im AT- oder BAT-Format existieren auch mit Steckplätzen für andere Bussysteme. Üblich sind die Kombinationen 16-Bit-ISA- mit VLB-Steckplätzen, 16-Bit-ISA- mit PCI-Steckplätzen (i486 der letzten Generation und neuer) und als letzte Vertreter ihrer Art Slot-1- und Super-Sockel-7-Hauptplatinen mit 16-Bit-ISA- und PCI-Steckplätzen mit einem AGP-Steckplatz für die Grafikkarte. Ebenfalls im AT-Format erhältlich waren Hauptplatinen mit Extended-ISA-Steckplätzen.

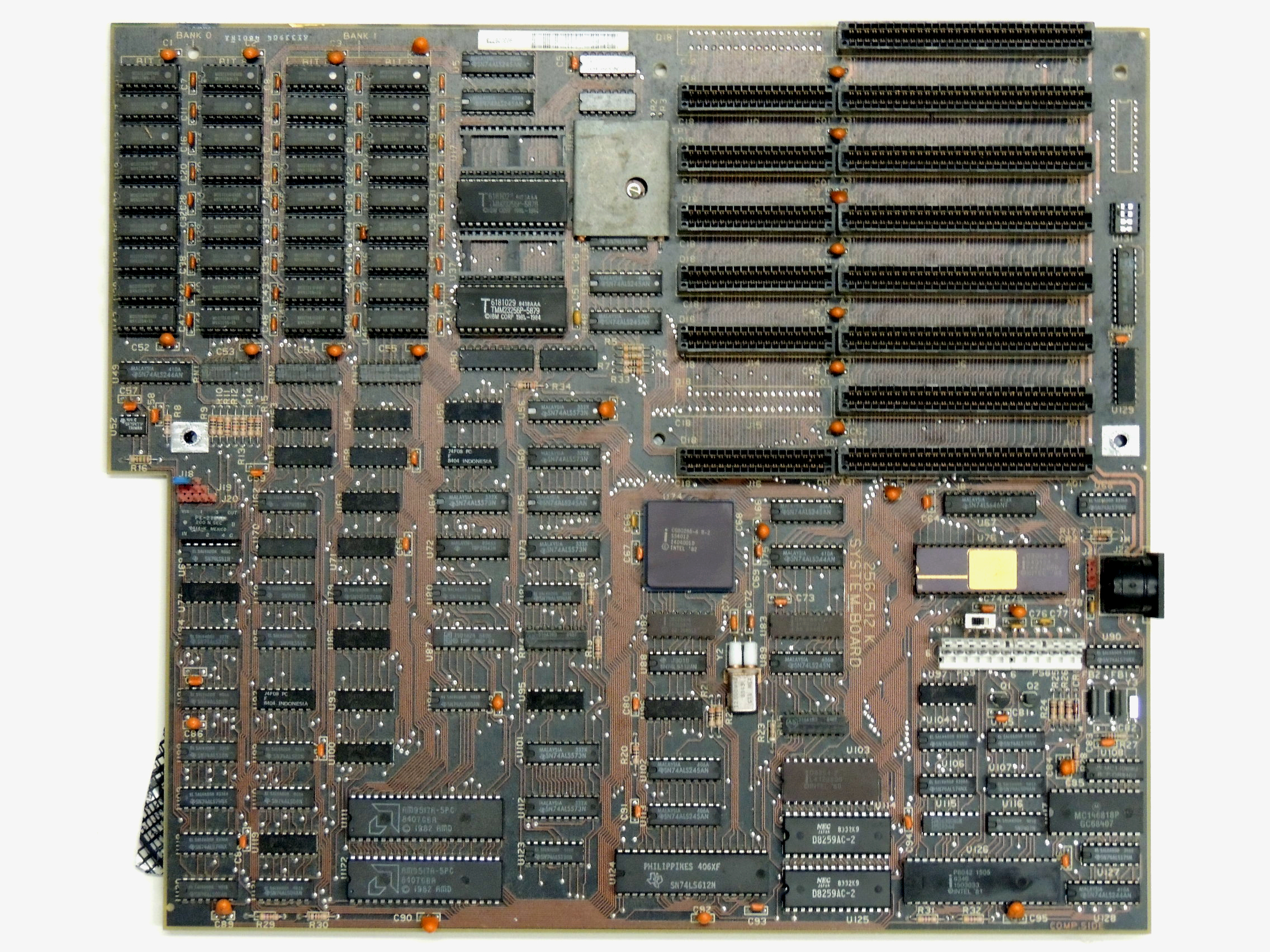
Das Motherboard des ursprünglichen IBM PC auf dem des AT-Format basiert
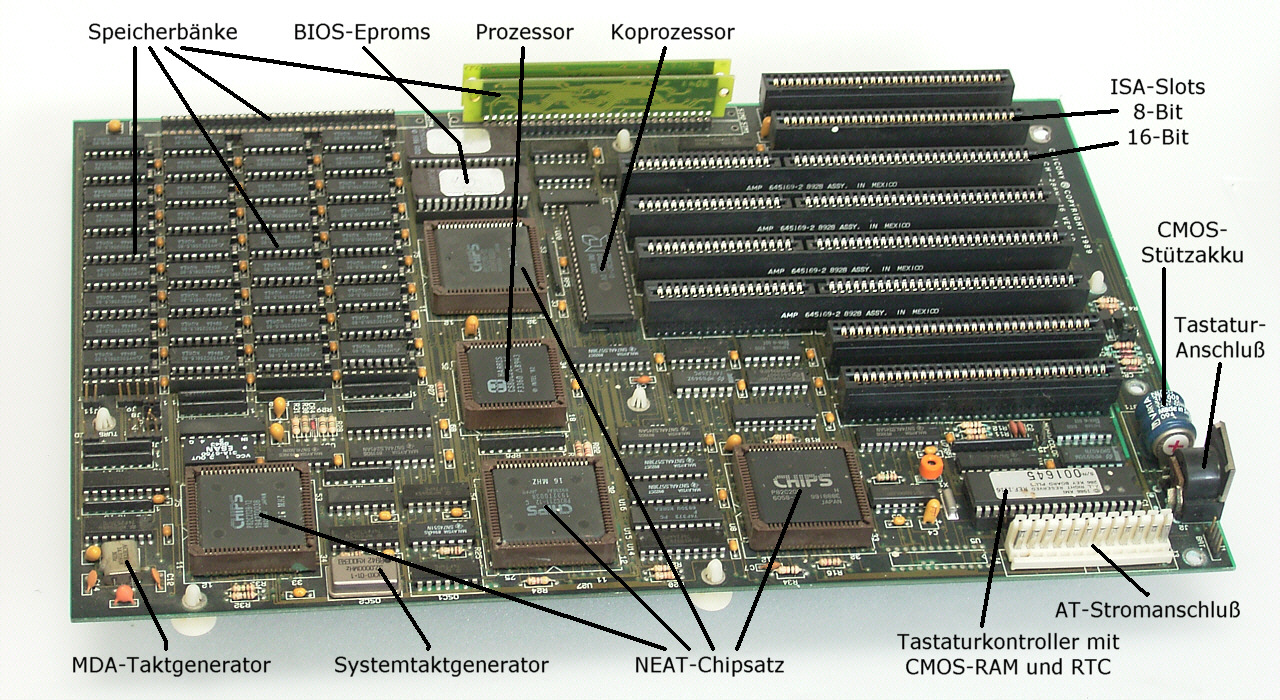
Ein typisches Baby-AT-Mainboard
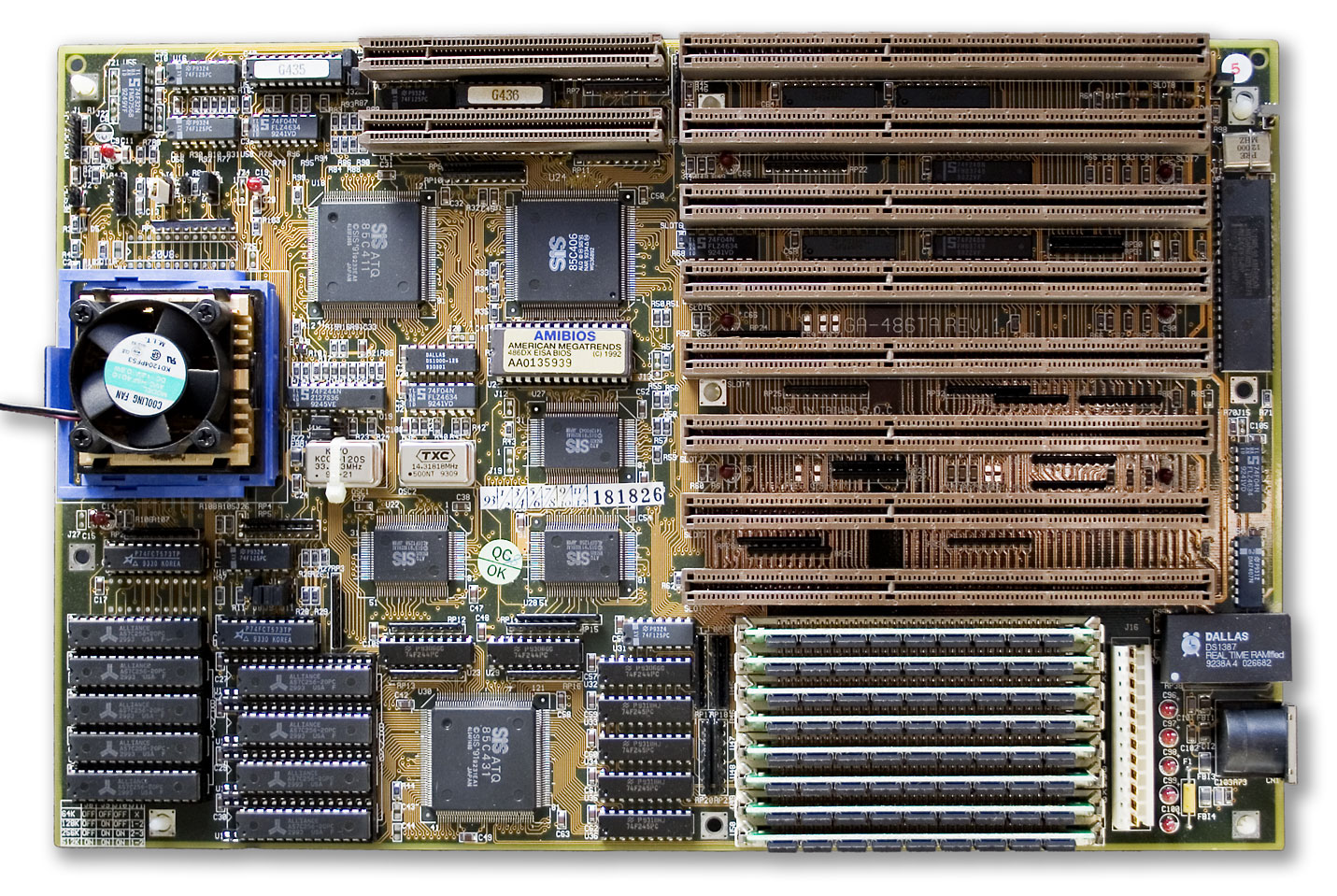
„GA-486TA“ Baby-AT-Motherboard für den Sockel 3 mit Steckplätzen für EISA und VLB von Gigabyte Technology
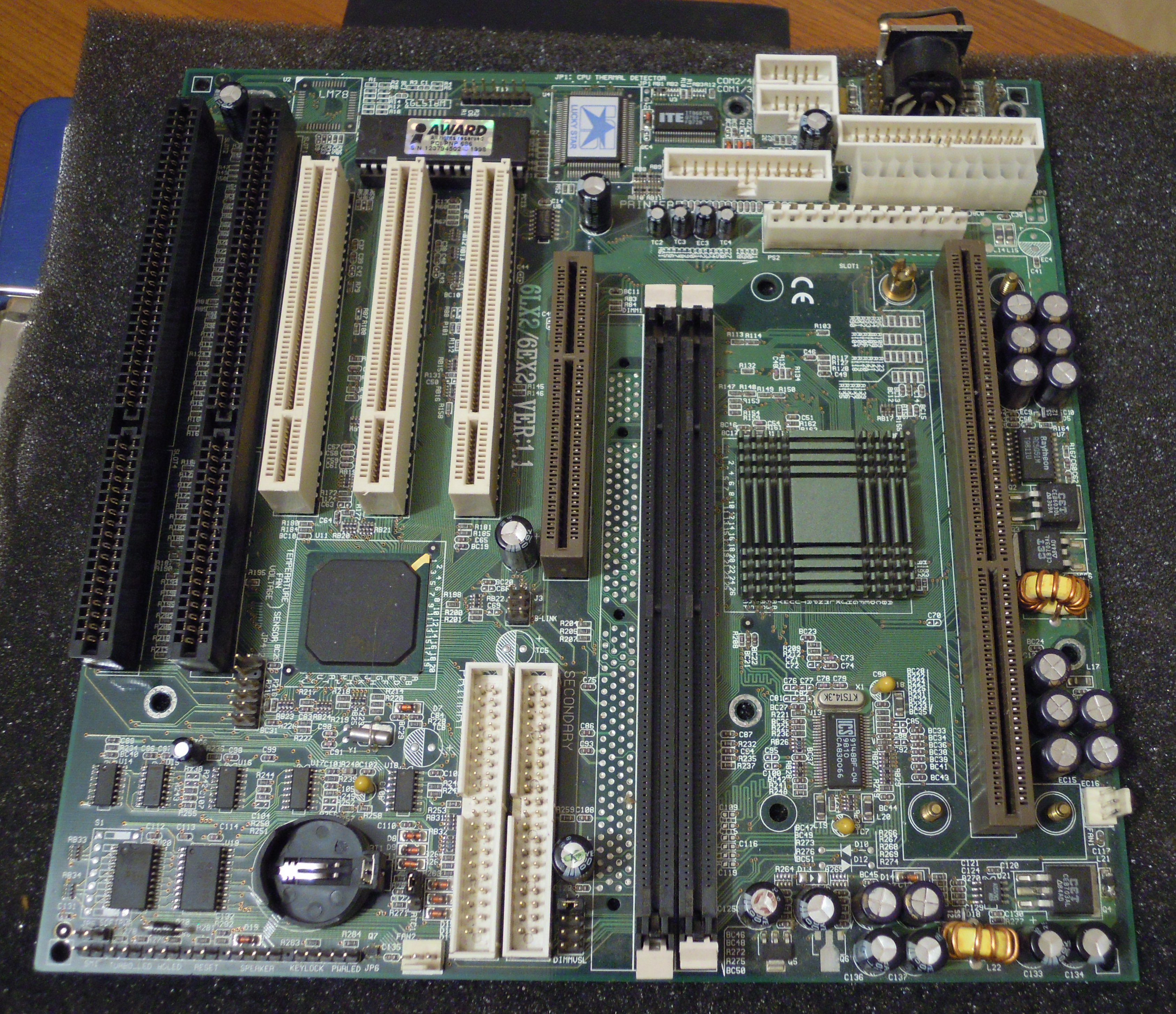
Baby-AT-Motherboard mit AGP-, PCI und ISA-Steckplätzen für Slot 1-CPUs

Der Ausschalter des AT-Gehäuses war direkt in die 120- bzw. 230-V-Versorgungsleitung des PC-Netzteils geschleift und nicht, wie beim ATX-Format, mit der Hauptplatine verbunden. Der Rechner konnte daher nicht per Software aus- oder eingeschaltet werden. Die Geräte nahmen, anders als spätere PCs, im ausgeschalteten Zustand keinen Strom auf. Ein softwaregesteuerter Standby-Modus war dennoch möglich, wurde aber erst mit der Einführung vom Energiesparstandard Advanced Power Management (APM) üblich, der erst zur ATX-Zeit eingeführt wurde. Vorher gab es bei AT-Rechnern proprietäre Standby-/Suspend-to-RAM-Modi, teilweise mit eigenem Standby-Taster am AT-Gehäuse. Das Aufwecken aus dem Standby/Soft-Off per PCI-Karte wurde erst mit dem ATX-Standard 1.0 eingeführt.
Bei den ersten PCs war der Netzschalter hinten oder hinten seitlich direkt am Netzteil angeordnet. Bei späteren Gehäusetypen wurde er aus Bequemlichkeitsgründen an der Frontseite angebracht. Dafür musste ein Netzspannung führendes Kabel quer durch das PC-Gehäuse geführt und der Schutzleiter vorne am PC-Gehäuse dediziert angeschlossen werden. Die dafür verwendeten Kabel und Schalter waren weder in der elektrischen Beschaltung noch in der mechanischen Ausführung genormt, was den Austausch des Netzteils erschwerte.